# Rosiane Pinheiro
Rosiane de Souza Pinheiro (São Gonçalo, 19 de julho de 1974) é uma dançarina, repórter e atriz brasileira.
Já realizou diversos trabalhos na televisão, desde comerciais de TV, programas e minisséries, shows em DVD e até mesmo no cinema, como foi o caso de sua participação no longa Samba Riachão, e foi também repórter da TV Aratu, afiliada da SBT na Bahia. 

## Carreira
Como dançarina, lançou-se como destaque no grupo de pagode baiano Gang do Samba, com mais de 16 anos de história e participou por diversos anos nos carnavais do Rio de Janeiro, Salvador e São Paulo. Além disso, foi finalista do concurso "Morena do Tchan" em 1997, no programa de TV Domingão do Faustão, quando chegou à final, mas acabou em segundo lugar, perdendo o posto para a então estreante Scheila Carvalho.
Na televisão, por sua vez, participou como atriz e repórter em diversos programas das maiores emissoras do Brasil, como na Turma do Didi e no Casseta e Planeta, da Rede Globo, bem como na A Praça é Nossa e Noite Afora, por exemplo.
Foi capa da revista Playboy em junho de 1998, quando venceu uma enquete feita com os jogadores da Seleção Brasileira da época para ser capa da revista, sendo a terceira negra a figurar na capa da referida publicação e, desde então, tem adquirido status de celebridade, chegando a estrelar comerciais de grandes empresas graças a pesquisas de popularidade.
Como modelo, além de diversas capas revistas, foi elencada em uma votação das 100 mulheres mais sexy do mundo.
Rosiane participou do reality show O Trio Reality da TV Aratu, filial do SBT na Bahia, no ano de 2012, lugar o qual ela foi campeã e logo após o reality Rosiane entrou para o time de repórter do programa Universo Axé no qual ela ficou até o final de 2016.
No inicio do ano de 2018 foi convidada para voltar a Gang do Samba. Ficou na banda até junho de 2022.
Em 2022 participou da décima quarta edição do reality show A Fazenda, tendo voltado de uma votação popular com 38,69% dos votos, mas sendo a terceira eliminada do reality com 21,28% dos votos do público na semana seguinte.
Em maio de 2023, entra para a plataforma de conteúdo adulto pago OnlyFans.

## Vida pessoal
Nascida em São Gonçalo, veio ao mundo aproximadamente ás 18:30. Filha de uma baiana chamada dona Emília e um carioca chamado Luís Carlos, Rosiane é a segunda e ultima filha do casal. Desde que nasceu, sua família morou no Rio de Janeiro até Rosiane completar dois anos de idade. Após este período, a mãe que fugia das crises de ciúmes e brigas constantes do pai, voltou para Salvador com os dois filhos. Rosiane viveu até os 6 anos no bairro da Liberdade, onde foi quase abusada sexualmente por um homem de 50 anos amigo de sua mãe. Com isso, Rosiane volta para o Rio de Janeiro mandada pela mãe, pois ela achava que perto do pai não correria perigo. Chegando lá, a morena com 6 anos de idade era espancada diariamente pela madrasta, onde a mesma queimava sua boca com ovo cozido para ela não contar para o pai que apanhava. Aos 12 anos de idade, a mãe vai até o Rio de Janeiro buscar a dançarina de volta para a Bahia, local onde ela mora até hoje. 
Rosiane manteve um relacionamento com o boxeador Acelino Popó Freitas.
Em 22 de julho de 2014, se casou com o músico e estudante de Direito Alan Mata, em Itapuã. O casal contou com Xanddy e Carla Perez como padrinhos.
Após, se relacionou com o cantor Gil Santana.

## Trabalhos

### Cinema
| Ano  | Título               | Personagem |
| ---- | -------------------- | ---------- |
| 2001 | Samba Riachão        | Ela Mesma  |
| 2012 | Terra Payayá         | Lola       |
| 2019 | Maracangalha, Eu vou | Anália     |

### Televisão
| Ano         | Título            | Cargo        | Notas        |
| ----------- | ----------------- | ------------ | ------------ |
| 2002        | Pastores da Noite | Atriz        |              |
| 2003        | A Praça é Nossa   | Atriz        |              |
| 2008        | Turma do Didi     | Ela mesma    |              |
| 2012 - 2014 | Universo Axé      | Repórter     |              |
| 2022        | A Fazenda         | Participante | Temporada 14 |
| 2025        | Game dos 100      | Participante |              |

### DVDs
- Gang do Samba[23] (2005)
- Gang do Samba[24] (2008)